# Ampedus lateritius
Ampedus lateritius là một loài bọ cánh cứng trong họ Elateridae. Loài này được Dolin & Protzenko miêu tả khoa học năm 1965.